# Comité Olympique Gabonais
Das Comité Olympique Gabonais (COG) (Gabunisches Nationales Olympisches Komitee) ist das Nationale Olympische Komitee von Gabun. Es repräsentiert und organisiert die olympische Bewegung des westafrikanischen Staates. Das COG wurde 1965 gegründet und 1968 vom Internationalen Olympischen Komitee (IOC) aufgenommen. Erstmals bei den Spielen 1972 nahm ein Athlet des Landes teil.